# Koljnofski književni susreti
Koljnofski književni susreti je književna manifestacija Hrvata u Mađarskoj. Održava se u gradišćanskom mjestu Koljnofu.

## Cilj
Cilj su zajednički nastupi na književnim tribinama, ali i u zbornicima i časopisima, međusobno upoznavanje i druženje hrvatskih književnika iz Republike Hrvatske s hrvatskim književnicima iz Mađarske, Austrije, Slovačke i Srbije.

## Povijest
- 2009.:

Prva je održana 2009. godine od 5. do 8. studenoga. Ovi su susreti bili prvi organizirani susret članova DHK s hrvatskim piscima iz Gradišća. Izbornici gostujućih ekipa bili su književnik i veleposlanik Đuro Vidmarović (Hrvatska), akademik Nikola Benčić ( Austrija i Slovačka), te Stjepan Blažetin (Mađarska i Srbija). Domaćin i organizator susreta bio je dr. Franjo Pajrić, predsjednik «Hrvata», manjinske Udruge gradišćanskih Hrvata u Koljnofu te Ferenc Grubić, načelnik općine Koljnofa, inače zbratimljene s općinom Bibinjem.
Program se odvijao na nekoliko lokacija: u motelu «Levanda», Domu kulture, i osnovnoj školi u Koljnofu, te Hrvatskim samoupravama u Petrovu Selu, Vedešinu, Umoku, Filežu i Undu. Gostima je organiziran posjet i još nekim mjestima gdje žive gradišćanski Hrvati u Mađarskoj i Austrij: Šopronu, Prisici, Hrvatskom Židanu, Kisegu i još nekima. Obiđeni su grobovi hrvatskih velikana tog kraja: narodnog učitelja i preporoditelja Mihovila Nakovića, hrvatskog svećenika i književnika Ferdinanda Sinkovića te hrvatskog svećenika i hrvatskog pjesnika koji je pisao kajkavskim narječjem Pavla Horvata. Na kraju je obiđena i rodna kuća omiljenog gradišćanskog svećenika don Štefana Dumovića u Prisici, koja je pretvorena u prvi sakralni muzej u Gradišću. (Muzej sakralne umjetnosti Hrvata u Mađarskoj)
- 2010.:

- 2011.:

- 2012.:

- 2013.:

- 2014.:

- 2015.: